# Fantòm
Fantòm è un personaggio pubblicato dal Corriere dei Piccoli a partire dal n. 40 del 6 ottobre 1977, ideato dallo sceneggiatore Tiziano Sclavi e disegnato da Gianni Peg, pseudonimo del disegnatore Giovanni Pegoraro.

## Storia editoriale
Di Fantòm sono stati pubblicati undici episodi, tra il 1977 e il 1978; la prima avventura occupa sei puntate della saga del giustiziere mascherato, mentre le successive cinque sono episodi autoconclusivi.

## Personaggio
Fantòm è un giovane "scuro di capelli e di occhi, tenebrosi, e un vago sorriso sulle labbra"; veste un elegante frac nero con papillon bianco, porta scarpe di vernice, un cilindro e una maschera anch'essa nera, che gli nasconde il volto. 
Sebbene fin dal nome, dall'aspetto del protagonista e dall'ambientazione delle storie (la Francia di fine dell’Ottocento) numerosi siano i richiami all'anti-eroe Fantômas, il personaggio creato dagli scrittori francesi Marcel Allain e Pierre Souvestre nel 1911, Fantòm non è un eroe negativo, ma lotta anzi a favore della giustizia per fare trionfare il bene. Non a caso, il suo biglietto di visita riporta la dicitura "Fantòm - Giustiziere mascherato".

## Altri personaggi
Fedele compagno e aiuto di Fantòm è Jack La Marmotte, il quale ha la particolarità di dire il contrario di quello che pensa. Se vuole, per esempio, acciuffare un furfante, dice: “Spero che riuscirai a scappare”.
Stella è la figlia dell’ambasciatore polacco Jacoposky, e segretamente innamorata di Fantòm. 
Altri personaggi ricorrenti sono l’ispettore Nonplus della Sureté e il solerte sergente Anfossi.

## Elenco delle storie
1977
- Fantòm, “Corriere dei Piccoli” n. 40 del 6 ottobre 1977
- La rosa sfiorita, “Corriere dei Piccoli” n. 41 del 13 ottobre 1977
- L’ultimo vagone, “Corriere dei Piccoli” n. 42 del 20 ottobre 1977
- La dama in nero, “Corriere dei Piccoli” n. 48 del 1 dicembre 1977
- Il Pallone n. 13, “Corriere dei Piccoli” n. 50 del 15 dicembre 1977

1978
- La montagna incantata, “Corriere dei Piccoli” n. 1 del 5 gennaio 1978
- Il teatro del delitto, “Corriere dei Piccoli” n. 3 del 19 gennaio 1978
- Il fantasma della corsa, “Corriere dei Piccoli” n. 7 del 16 febbraio 1978
- Il raggio della morte, “Corriere dei Piccoli” n. 10 del 9 marzo 1978
- La stella del circo, “Corriere dei Piccoli” n. 18 del 4 maggio 1978
- Il ballo in maschera, “Corriere dei Piccoli” n. 33 del 17 agosto 1978

## Curiosità
Le avventure di Fantòm si concludevano sempre con le parole "Visto? Non visto? Sparì! Arrivederci Fantòm." 
Le storie di Fantòm non sono un fumetto nel senso classico del termine, ma piuttosto delle illustrazioni corredate da didascalia, cui il balloon, quando presente, è funzionale. 